# Mercedes-Benz OC 1214
El  Mercedes Benz OC-1214 es un chasis para autobuses desarrollado por Mercedes-Benz en Argentina, el cual consiste en una modificación funcional del chasis Mercedes-Benz LO 1114 para convertirlo en un modelo frontal, aprovechando mejor el espacio interno de la unidad carrozada

## Historia
En 1979 salieron a la venta los primeros modelos, como respuesta de la marca a las nuevas normas y disposiciones que empezaron a regir del mercado del transporte urbano en aquel momento. Casi al mismo tiempo, se conoció una variante frontalizada del clásico Ford B-7000. Ambos chasis fueron conocidos en la jerga argentina como Frontalitos y fueron provistos de una serie de carrocerías cuyo formato general no variaba demasiado del de los colectivos con trompa, salvo en su sección delantera, que fue convenientemente adaptada a los lineamientos de los nuevos chasis, con el agregado de ventanillas laterales que deformaban un diseño ya de por sí, muy «a la fuerza». Eso si, con el nuevo frontal permitía un total aprovechamiento del espacio utilizable. En la carrocería La Independencia fueron llevados a 5170 mm de distancia entre ejes en Taller Rotari agregándose un tercer cardan antes de ser carrozados. En los chasis de 4830 mm la transmisión entre la caja y el diferencial se hacía por intermedio de un cardán dividido en dos tramos con un apoyo en el chasis, el cual poseía un rodamiento. En el caso del chasis de 5170 mm el cardán tenía tres tramos y dos apoyos de los mencionados. De aquí deriva lo que vulgarmente se llama 3 cardanes. Fue exportado a Perú con gran suceso y aún sigue en servicio en varias líneas de Lima, principalmente con carrocería El Detalle.
Finalmente, a mediados de la década de los 80, el OC1214 fue reemplazado por un chasis construido con la finalidad de ser un modelo frontal propiamente dicho, el Mercedes-Benz OF 1214

## Ficha técnica

### Motor
- Motor: OM 352 válvulas a la cabeza, árbol de levas lateral.
- Ciclo: Diesel cuatro tiempos
- Cilindros: 6 en línea.
- Cilindrada (L): 5675
- Diámetro x Carrera (mm): 97 × 128
- Potencia: 145 HP (SAE) a 2800 r. p. m.
- Par motor: 41 kgm (SAE) a 2000 r. p. m.
- Relación de compresión: 17:1.
- Orden de inyección: 1-5-3-6-2-4.
- Alimentación: bomba inyectora comandada por engranajes.
- Alimentación de aire: filtro de aire en baño de aceite Normal 30 o equivalente.
- Refrigeración: agua. Bomba de agua centrífuga y ventilador comandado por correa de sección "V".
- Combustible: gas-oil
- Sistema de Combustible: inyección directa
- Sistema de lubricación: a circulación forzada, bomba a engranajes.
- Refrigeración: agua

### Transmisión
- Caja de cambios: G3/36 5/8,98
- Velocidades: 5 + 1
- Tracción: trasera
- Embrague: accionamiento hidráulico

### Capacidades
- Capacidad Combustible (L): 210
- Cárter (L): 14
- Radiador con sistema de calefacción (L): 25
- Caja de velocidad (L): 5
- Filtro de aceite (L): 2,5
- Dirección (L): 3,25
- Eje trasero (L): 5

### Pesos
- Peso admisible total (kg): 12000
- Peso admisible sobre el eje delantero (kg): 4500
- Peso admisible sobre el eje trasero (kg): 7600

### Medidas
- Largo (mm): 7700 / 8460 / 8820
- Ancho (mm): 2400
- Alto (mm): 2300
- Distancia entre ejes (mm): 4200 / 4830 / 5170
- Trocha delantera (mm): 1986
- Trocha trasera (mm): 1746

### Frenos
- Frenos de estacionamiento: a aire comprimido.
- Freno motor: a pedido. Accionamiento neumático comandado por válvula a la salida del múltiple de escape.
- Freno de pie: a aire de dos circuitos diferentes con sistema adicional de seguridad.
- Dirección: ZF 8062 hidráulica tuerca y tornillo sin fin de bolillas recirculantes con registro automático.

### Otros
- Eje delantero: VL3 /D-5
- Eje trasero: HL 4/24 D 7,6 48:7. Opcional 40:7
- Suspensión Delantera: eje rígido, elásticos longitudinales
- Suspensión Trasera: eje rígido, elásticos longitudinales
- Neumáticos: delanteros simples, traseros duales 9.00 x 20 12 telas
- Llantas: de disco 7.00 x 20
- Generador eléctrico: 12 V. Batería: 1 × 12 V 55 A 14 V. Motor de arranque: 4 CV 12 V